# John Tate (mathématicien)
Pour les articles homonymes, voir John Tate (boxeur) et Tate.
John Tate, né le 13 mars 1925 à Minneapolis et mort le 16 octobre 2019 à Lexington (Massachusetts), est un mathématicien américain, spécialiste de la théorie algébrique des nombres. 
Auteur de nombreux articles fondamentaux, mondialement connu, il reçoit plusieurs prix prestigieux, notamment le prix Abel en 2010. John Tate est décrit par William Beckner, directeur du département de mathématiques de l’université du Texas, comme « un des mathématiciens marquants de ces cinquante dernières années » (« one of the seminal mathematicians for the past half-century »).

## Biographie
John Tate obtient une maîtrise de mathématiques à l’université Harvard, puis un Ph. D. sous la direction d’Emil Artin en 1950 à l’université de Princeton avec une thèse intitulée « Fourier Analysis in Number Fields and Hecke's Zeta Functions ». Tate enseigne ensuite à Harvard pendant 36 ans, puis il rejoint l’université du Texas à Austin en 1990. Il cesse d’enseigner en 2009 et vit depuis à Cambridge, dans le Massachusetts. Durant les soixante ans de sa carrière scientifique, il a eu 41 étudiants en thèse et 511 descendants scientifiques.
John Tate meurt le 16 octobre 2019,.

## Prix et distinctions
En 2002, John Tate est récompensé par le prix Wolf pour ses travaux en théorie algébrique des nombres.
Il est lauréat du prix Steele en 1995 et du prix Cole en théorie des nombres pour l'année 1956.
Le 24 mars 2010, il reçoit le prix Abel « pour l’étendue et le caractère durable de son influence sur la théorie des nombres »,.
John Tate est membre étranger associé de l’Académie des sciences de Paris depuis le 17 février 1992. Il est également membre de l'Académie nationale des sciences de 1969 à 2019, de l'American Mathematical Society, de l'Académie norvégienne des sciences et des lettres, et membre honoraire de la London Mathematical Society de 1999 à 2019.

## Divers
John Tate et Jean-Pierre Serre entretiennent une correspondance scientifique dont deux volumes sont publiés en 2015 par la Société mathématique de France,. Tate, qui est connu pour sa difficulté à rédiger ses articles, l'admet volontiers dans ses lettres. Sa correspondance montre que certains de ses résultats ont été découverts longtemps avant leur publication.